# Мэлоун, Эйнджи
Э́йнджи Мэло́ун (англ. Angie Malone; род. 27 мая 1965, Глазго) — шотландская и британская кёрлингистка на колясках. Участник сборной Великобритании на зимних Паралимпийских играх 2006, 2010, 2014 и 2018 годов. Участник сборной Шотландии на нескольких чемпионатах мира.
16 июня 2017 за спортивные достижения и популяризацию паралимпийского кёрлинга на колясках удостоена кавалерской степени (англ. MBE) Ордена Британской империи.

## Достижения
- Зимние Паралимпийские игры: серебро (2006), бронза (2014).
- Чемпионат мира по кёрлингу на колясках: золото (2004, 2005), серебро (2011), бронза (2007, 2017).

## Команды
| Сезон   | Четвёртый      | Третий         | Второй           | Первый           | Запасной                                      | Турниры            |
| ------- | -------------- | -------------- | ---------------- | ---------------- | --------------------------------------------- | ------------------ |
| 2003—04 | Фрэнк Даффи    | Майкл Маккриди | Кен Диксон       | Эйнджи Мэлоун    | James Sellar тренер: Джейн Сандерсон          | ЧМК 2004           |
| 2004—05 | Фрэнк Даффи    | Майкл Маккриди | Том Киллин       | Эйнджи Мэлоун    | Кен Диксон тренер: Джейн Сандерсон            | ЧМК 2005           |
| 2005—06 | Фрэнк Даффи    | Майкл Маккриди | Том Киллин       | Эйнджи Мэлоун    | Кен Диксон тренер: Том Пендрей                | ЗПИ 2006           |
| 2006—07 | Майкл Маккриди | Эйлин Нельсон  | James Sellar     | Эйнджи Мэлоун    | James Elliott тренер: Archie Bogie            | ЧМК 2007           |
| 2009—10 | Эйлин Нельсон  | Майкл Маккриди | Том Киллин       | Эйнджи Мэлоун    | James Sellar тренер: Том Пендрей              | ЗПИ 2010 (6 место) |
| 2010—11 | Эйлин Нельсон  | Том Киллин     | Грегор Юэн       | Эйнджи Мэлоун    | Michael McKenzie тренер: Шейла Суон           | ЧМК 2011           |
| 2011—12 | Эйлин Нельсон  | Том Киллин     | Грегор Юэн       | Эйнджи Мэлоун    | Джим Голт тренер: Тони Заммейк                | ЧМК 2012 (8 место) |
| 2012—13 | Эйлин Нельсон  | Грегор Юэн     | Роберт Макферсон | Том Киллин       | Эйнджи Мэлоун тренер: Тони Заммейк            | ЧМК 2013 (6 место) |
| 2013—14 | Эйлин Нельсон  | Грегор Юэн     | Роберт Макферсон | Джим Голт        | Эйнджи Мэлоун тренер: Тони Заммейк            | ЗПИ 2014           |
| 2014—15 | Грегор Юэн     | Джим Голт      | Хью Нибли        | Эйлин Нельсон    | Эйнджи Мэлоун тренер: Тони Заммейк            | ЧМК 2015 (8 место) |
| 2016—17 | Эйлин Нельсон  | Грегор Юэн     | Хью Нибли        | Роберт Макферсон | Эйнджи Мэлоун тренер: Шейла Суон              | ЧМК 2017           |
| 2017—18 | Эйлин Нельсон  | Хью Нибли      | Грегор Юэн       | Роберт Макферсон | Эйнджи Мэлоун тренеры: Шейла Суон, Kenny More | ЗПИ 2018 (7 место) |

(скипы выделены полужирным шрифтом)